# Saidu Sani
Saidu Sani (* 15. Januar 1990), mit vollständigen Namen Saidu Zila Sani, ist ein nigerianischer Fußballspieler.

## Karriere
Saidu Sani stand bis Ende 2012 beim kambodschanischen Verein Phnom Penh Crown unter Vertrag. Wo der vorher gespielt hat, ist unbekannt. Der Verein aus Phnom Penh spielte in der höchsten Liga des Landes, der Cambodian League. 2013 wechselte er nach Thailand. Hier unterschrieb er einen Vertrag bei Songkhla United. Für den Verein aus Songkhla spielte er 2013 zweimal in der ersten Liga, der Thai Premier League. Wo er von 2014 bis 2016 gespielt hat, ist unbekannt. 2017 verpflichtete ihn der Drittligist Surat Thani FC. Mit dem Verein aus Surat Thani spielte er in der dritten Liga, der Regional League Division 2. Mit Surat Thani trat er in der Southern Region an. Seit 2018 ist er vertrags- und vereinslos.